# Джубгинська ТЕС
44°26′20″ пн. ш. 38°45′50″ сх. д. / 44.43889° пн. ш. 38.76389° сх. д.
Джубгинська ТЕС – теплова електростанція, споруджена у Краснодарському краї Росії в межах підготовки до Олімпіади 2014.
У 2013 році на майданчику станції ввели в експлуатацію дві встановлені на роботу у відкритому циклі газові турбіни General Electric LMS 100 PB потужністю по 99 МВт. 
Як паливо ТЕС використовує природний газ, котрий надходить в район Джубги по наземній ділянці трубопроводу Блакитний потік.
Для видалення продуктів згоряння спорудили два димарі заввишки 60 метрів.
Видача продукції відбувається по ЛЕП, розрахованим на роботу під напругою 220 кВ та 110 кВ.